# Sibunga Bunga
Sibunga Bunga is een bestuurslaag in het regentschap Simalungun van de provincie Noord-Sumatra, Indonesië. Sibunga Bunga telt 1934 inwoners (volkstelling 2010).